# Pieter Brueghel l'Ancien
Pour les autres membres de la famille, voir Famille Brueghel.
Pour les articles homonymes, voir Brueghel et Pieter Brueghel.
Pieter Brueghel ou Bruegel (/ˈpitəɾ ˈbɾøːɣəl/) dit l'Ancien, parfois francisé en Pierre Brueghel l'Ancien (en brabançon : Pieter Bruegel den Aauwe) est un peintre et graveur brabançon né vers 1525 et mort le 9 septembre 1569 à Bruxelles dans les Pays-Bas espagnols.
Avec Jan van Eyck, Jérôme Bosch et Pierre Paul Rubens, il est considéré comme l'une des grandes figures de l'École flamande, et l'une des principales de l'École d'Anvers.

## Biographie
La biographie de Pieter Brueghel l'Ancien est extrêmement lacunaire et en l’absence de sources écrites, les historiens en sont souvent réduits aux hypothèses. Le lieu et la date de sa naissance se prêtent à beaucoup de conjectures, tout comme l'orthographe de son nom,.

### Naissance
La date de sa mort en 1569 « dans la fleur de l'âge » (« medio aetatis flore »), soit entre 35 et 45 ans, et celle de son admission comme maître dans les liggeren (« registres ») de la guilde de Saint-Luc à Anvers (en 1551), soit habituellement entre 21 et 25 ans, permettent de situer la date de naissance de Brueghel entre 1525 et 1530, ce qui en fait un contemporain de Charles Quint et de son successeur Philippe II d'Espagne.
Selon Carel van Mander (1548-1606), Pieter serait né « non loin de Breda, dans un village qu'on appelait naguère Bruegel, nom qu'il conserva pour lui-même et pour ses descendants »,. Dominique Lampson (1532-1599) évoque lui Pietro Brueghel di Breda vers 1564, nom que reprennent Lodovico Guicciardini en 1567, et Giorgio Vasari en 1568.
Or, il y eut deux villages ayant porté le nom de Brueghel (ou Brogel) : l'un situé dans le Brabant du Nord, à environ 55 km de l'actuelle ville hollandaise de Bréda, l'autre — qui était double et dénommé Grote (Grand) Brogel et Kleine (Petit) Brogel — situé dans l'actuel Limbourg belge et appartenait à l'époque à la principauté de Liège. Divers biographes et historiens ont par la suite établi que Grote-Brogel était à environ 5 km de la ville de Brée (Brée s'écrivait à l'origine Breda avant de devenir Brea).
La question du lieu exact de naissance de Brueghel l'Ancien n'est donc pas résolue à ce jour[Quand ?], même si la proximité entre Grote-Brogel et Bree a les faveurs de plusieurs historiens, que Brueghel soit un toponyme ou un patronyme à part entière.

### Carrière

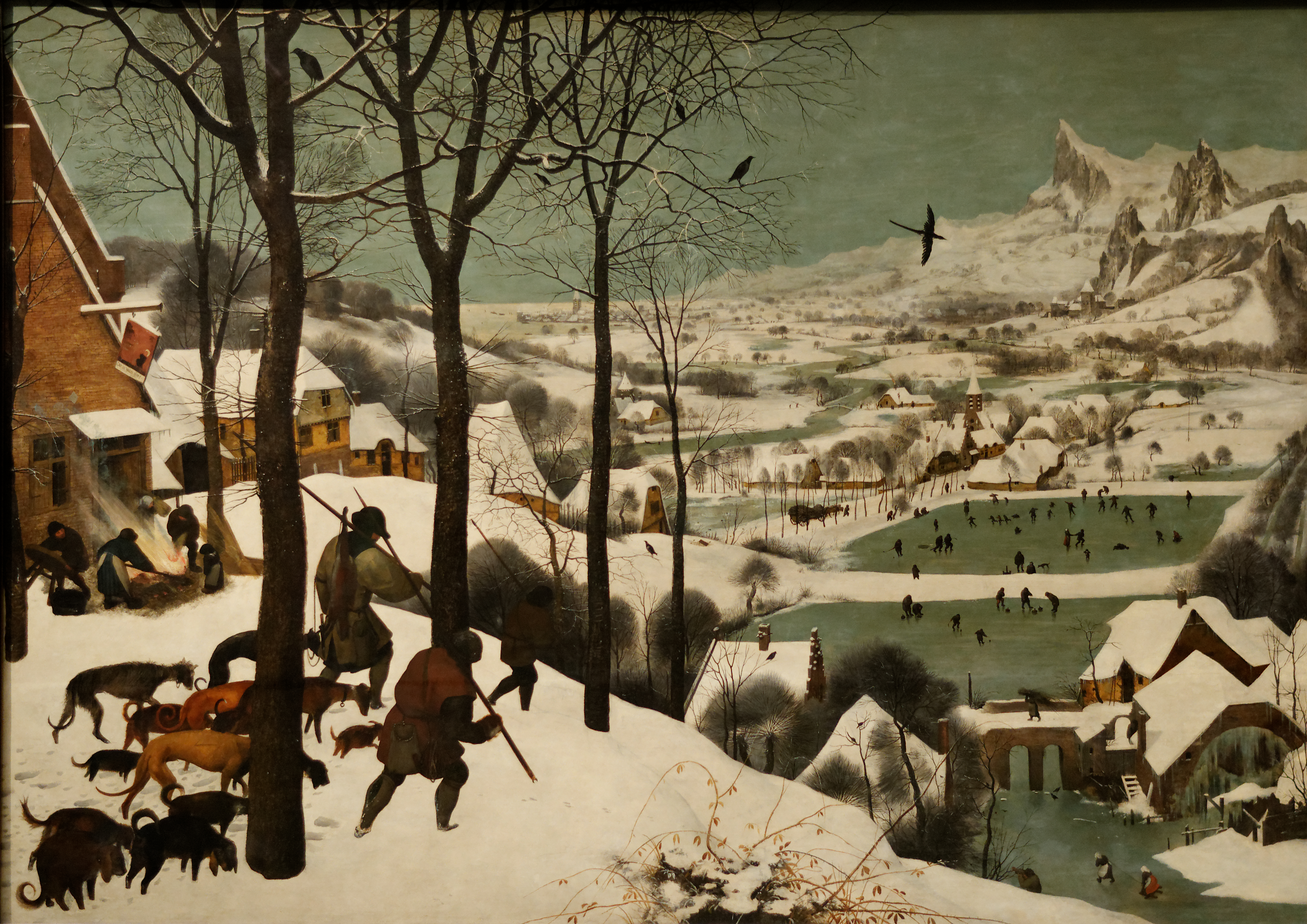
Chasseurs dans la neige (1565).

Toujours selon van Mander, il fut l'élève de Pieter Coecke van Aelst, artiste cultivé, doyen de la guilde des artistes, à la fois peintre et architecte. En 1552, il fait un voyage en Italie, résidant à Rome où il a pu travailler avec le miniaturiste Giulio Clovio. Le Port de Naples, le décor de La Chute d'Icare et du Suicide de Saül ainsi que quelques dessins témoignent de son périple. Il est vraisemblable que Brueghel ait prolongé son voyage plus au Sud. Un ensemble de constructions, figurant à l'arrière plan du Combat naval dans le détroit de Messine, a été identifié comme étant une représentation de Reggio de Calabre, localité située face à la Sicile.
Entre 1555 et 1563, il est établi à Anvers et travaille pour l'éditeur Jérôme Cock, réalisant des dessins préliminaires pour des séries d'estampes.
À Anvers, il fréquente un cercle d'artistes et d'érudits humanistes, notamment le mécène Niclaes Jonghelinck qui possédait seize de ses œuvres. Il fut aussi l'ami du cartographe Abraham Ortelius qui écrivit quelques lignes émouvantes à sa mémoire. Mais sa vie sociale déborde largement de ce milieu intellectuel. Il fréquente volontiers les noces paysannes auxquelles il se fait inviter comme « parent ou compatriote » des époux.

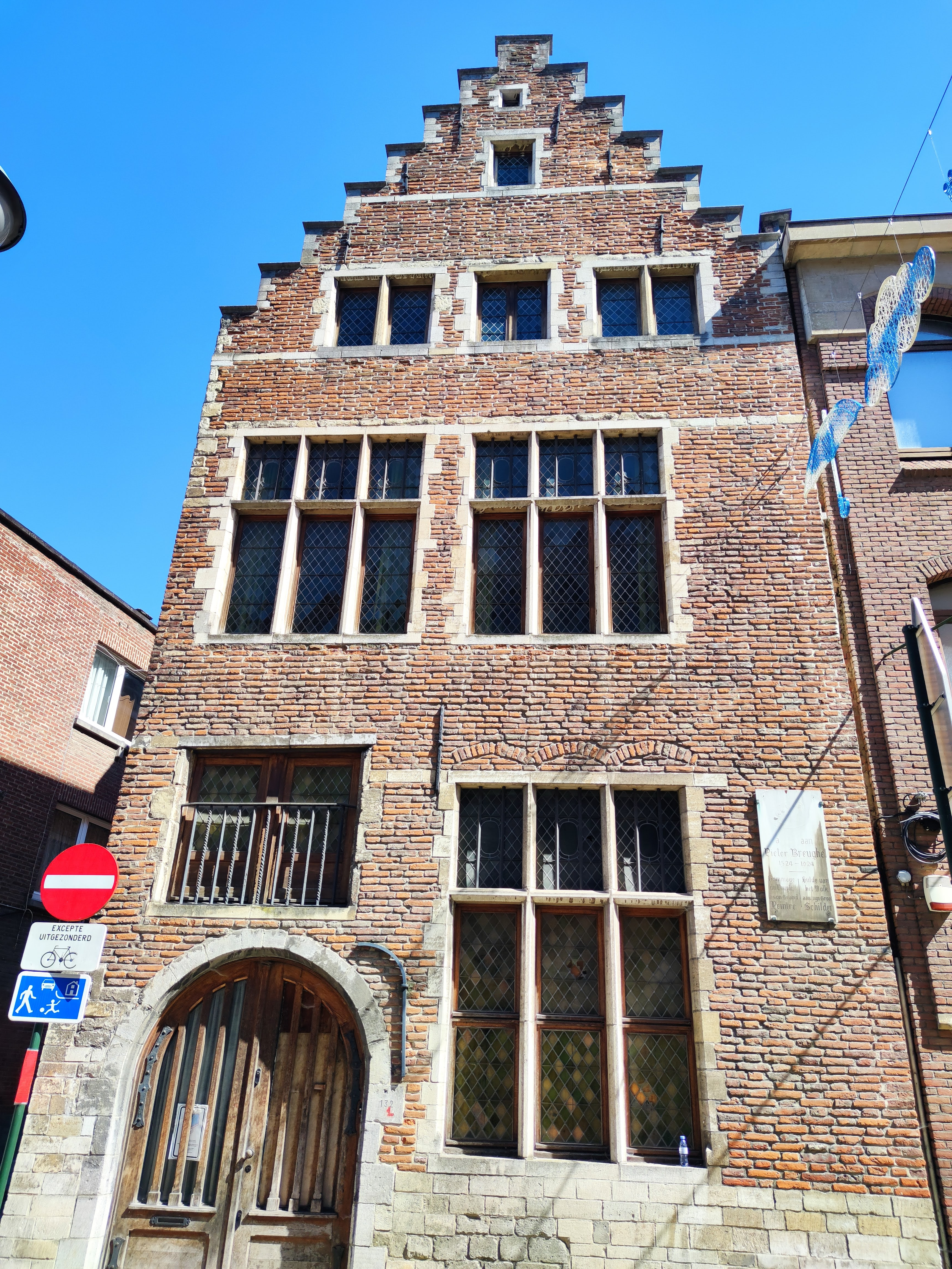
No 132, rue Haute : maison où vécut le peintre, à Bruxelles.

En 1562, à la demande de sa future belle-mère, il s'installe à Bruxelles dans le quartier des Marolles au 132, rue Haute, dans une maison à pignons à gradins de style médiéval flamand typique du XVIe siècle. C'est à l'église Notre-Dame de la Chapelle qu'il épouse en 1563 Mayken Coecke, fille de son maître Pieter Coecke van Aelst et de Mayken Verhulst. 
Une  étude de l'archiviste Jean Bastiaensens montre que le peintre résidait en réalité rue des Bogards en face du couvent éponyme. À l'époque de la Réforme, les Calvinistes se réunirent en 1579 en une maison appelée Schavershuyse, située en face de l'église des Bogards. Trois maisons classées de la rue de la Gouttière donnent une idée du bâti de l’époque. Un vestige de la chapelle construite en 1718 se trouve inséré dans les bâtiments de l'Académie royale des beaux-arts de Bruxelles. La rue des Bogards relevait de la paroisse de l'église Notre-Dame de la Chapelle.
En 1564 naît le premier de ses fils, Pieter Brueghel le Jeune, dit Bruegel d'Enfer. La situation politique et religieuse en Flandres se dégrade. En 1567 le duc d'Albe entreprend une campagne de répression sanglante contre les rebelles, et c'est l'année même de l'exécution des comtes d'Egmont et de Horn que naît en 1568 son second fils, Jan Brueghel l'Ancien, dit Brueghel de Velours. Il semble certain que Pieter Brueghel l'Ancien ait reçu la protection du gouverneur des Pays-Bas espagnols, Antoine Perrenot de Granvelle, collectionneur de ses œuvres.

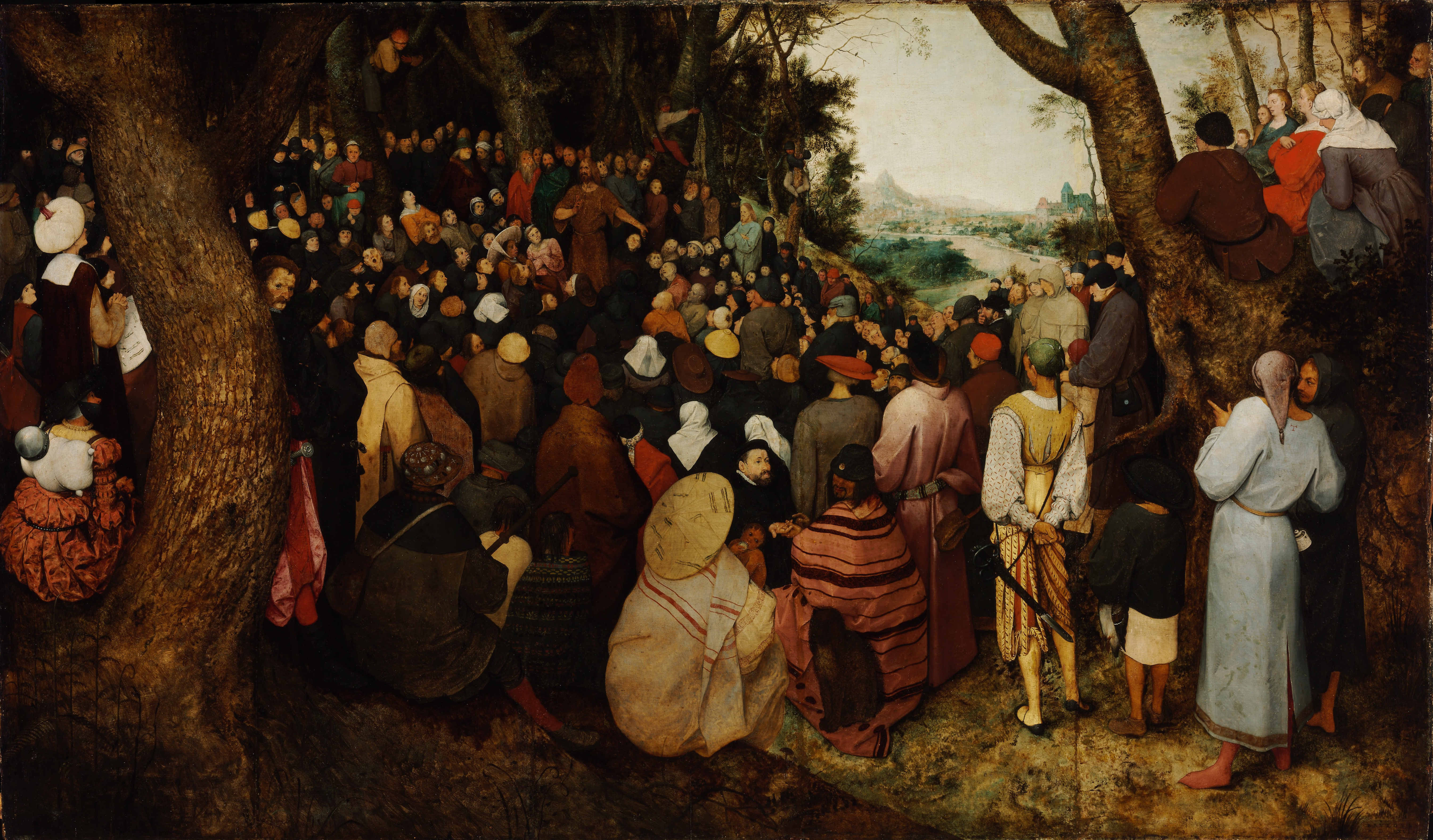
La Prédication de Saint Jean-Baptiste (1566).

On ignore presque tout de la personnalité de Brueghel, en dehors de ces quelques lignes de Carel van Mander :

« C'était un homme tranquille, sage, et discret ; mais en compagnie, il était amusant et il aimait faire peur aux gens ou à ses apprentis avec des histoires de fantômes et mille autres diableries. »

Van Mander narre quelques anecdotes, plutôt fantaisistes, comme ses intrusions dans les mariages avec son ami Hans Frankaert, joaillier à Anvers :

« En compagnie de Franckert, Bruegel aimait aller visiter les paysans, à l'occasion de mariages ou de foires. Les deux hommes s'habillaient à la manière des paysans, et de même que les autres convives, apportaient des présents, et se comportaient comme s'ils avaient appartenu à la famille ou étaient de l'entourage de l'un ou l'autre des époux. Bruegel se plaisait à observer les mœurs des paysans, leurs manières à table, leurs danses, leurs jeux, leurs façons de faire la cour, et toutes les drôleries auxquelles ils pouvaient se livrer, et que le peintre savait reproduire, avec beaucoup de sensibilité et d'humour, avec la couleur, aussi bien à l'aquarelle qu'à l'huile, étant également versé dans les deux techniques. Il connaissait bien le caractère des paysans et des paysannes de la Campine et des environs. Il savait comment les habiller avec naturel et peindre leurs gestes mal dégrossis lorsqu'ils dansaient, marchaient ou se tenaient debout ou s'occupaient à différentes tâches. Il dessinait avec une extraordinaire conviction et maîtrisait particulièrement bien le dessin à la plume. »

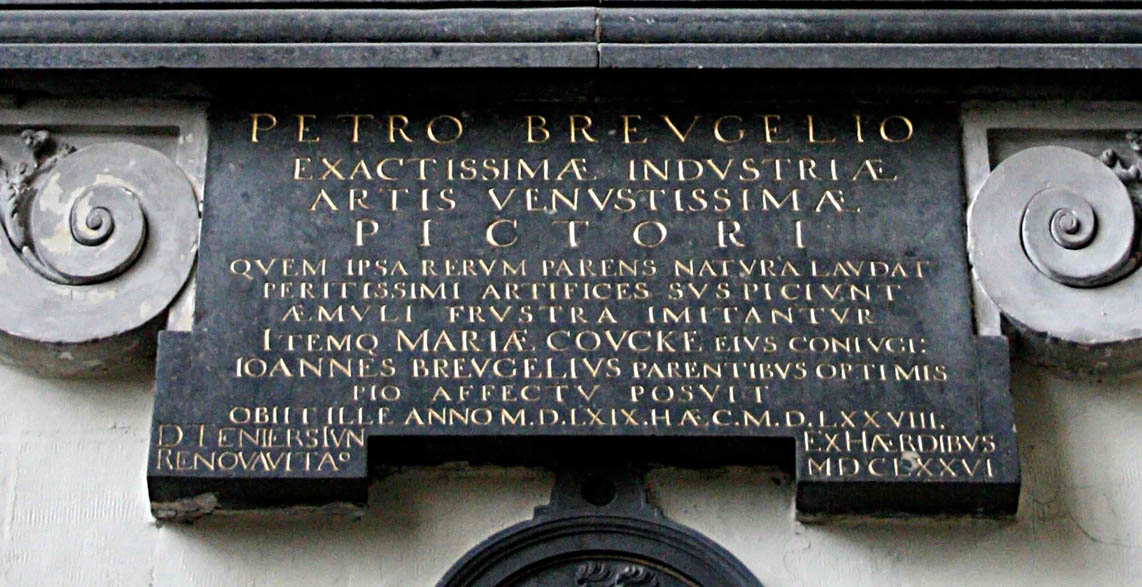
Épitaphe de Pieter Bruegel dans l'église Notre-Dame de la Chapelle.

Brueghel meurt en 1569 et est enseveli dans l'église Notre-Dame de la Chapelle à Bruxelles.
On retrouve son effigie dans Les Effigies des peintres célèbres des Pays-Bas de Dominique Lampson. Ce portrait du peintre, attribué au graveur Johannes Wierix, est publié avec un poème de Lampsonius en 1572.

## L'art de Brueghel

### Les peintures
La peinture de Brueghel est généralement présentée en trois périodes :
- les premières compositions qui fourmillent de personnages pris sur le vif ;
- le cycle des Mois qui raconte la marche du monde selon les lois de la Nature ;
- les derniers tableaux où quelques grands personnages se détachent d'un paysage qui n'est plus qu'un fond.

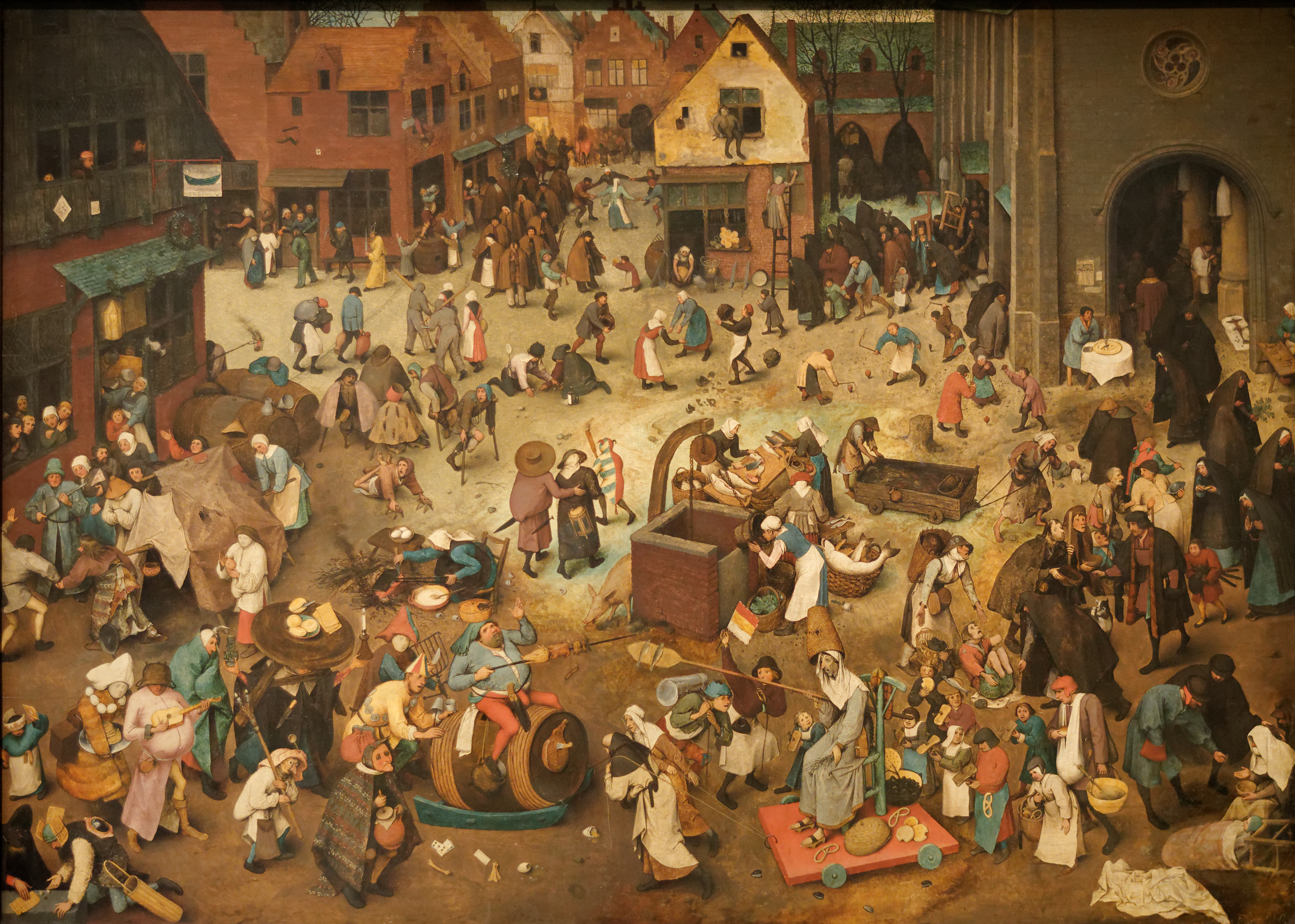
Le Combat de Carnaval et Carême, 1559.
La Tour de Babel, c. 1563.
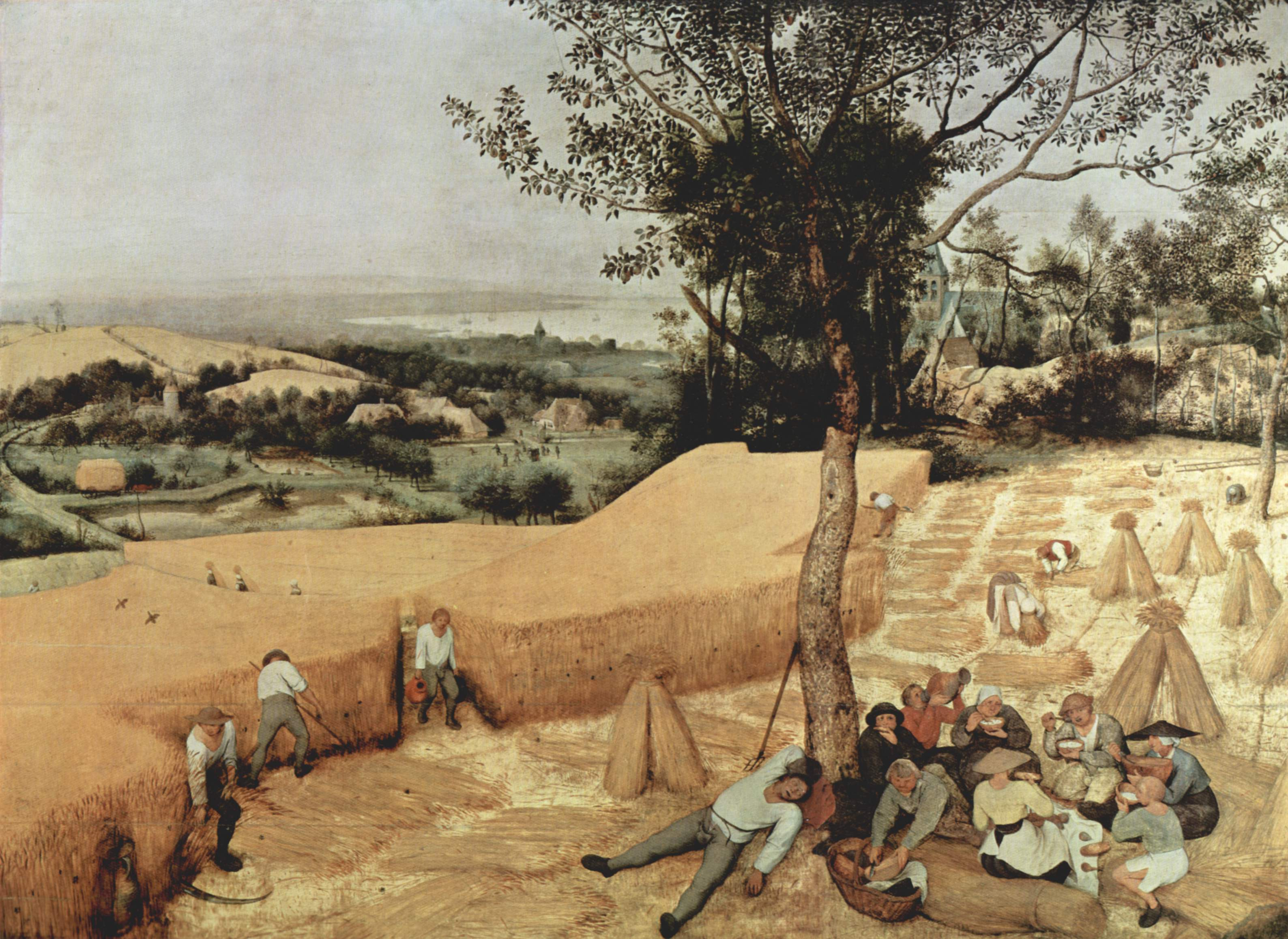
La Moisson (août-septembre), 1565.
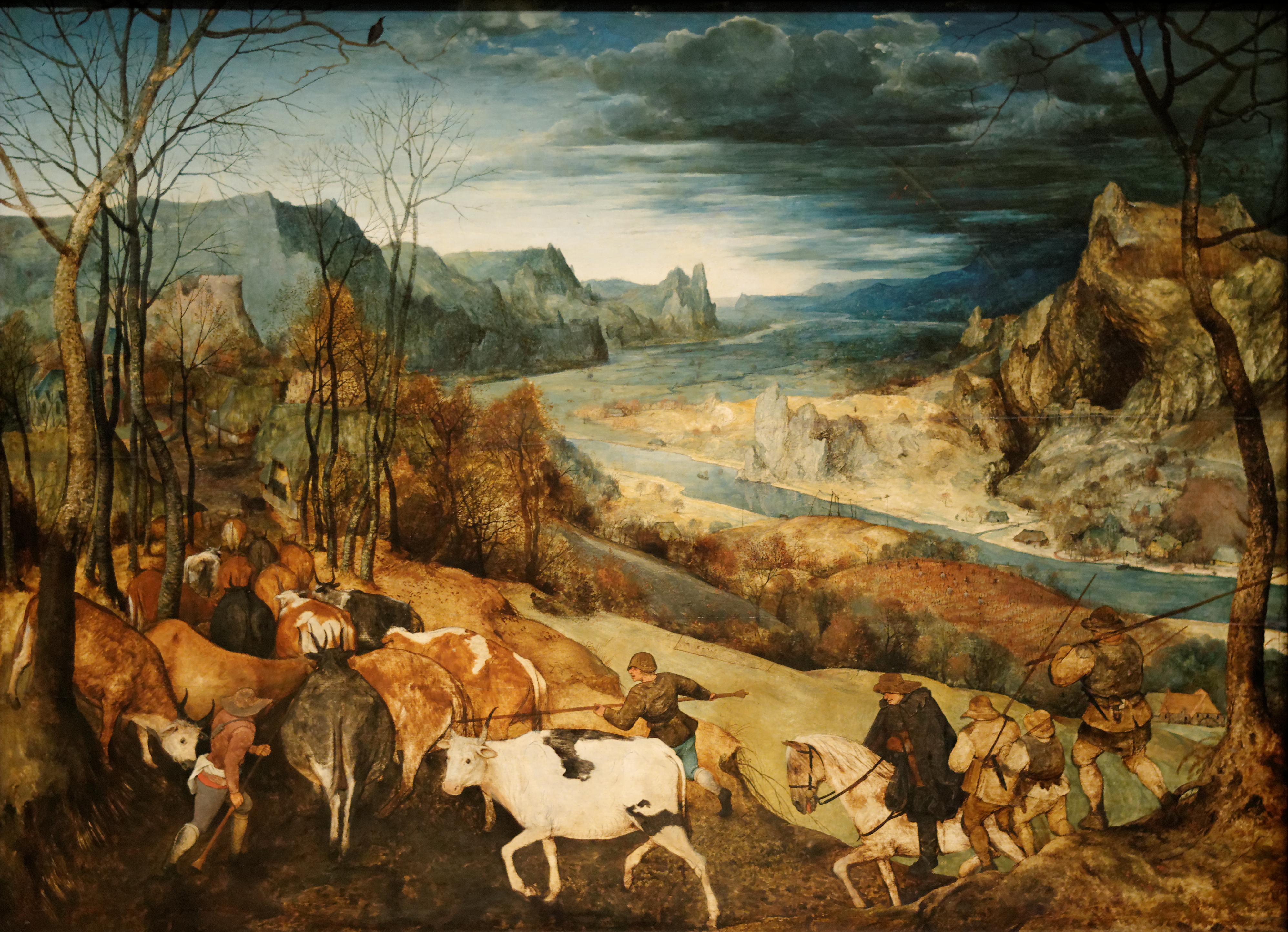
La Rentrée des troupeaux (octobre-novembre), 1565.
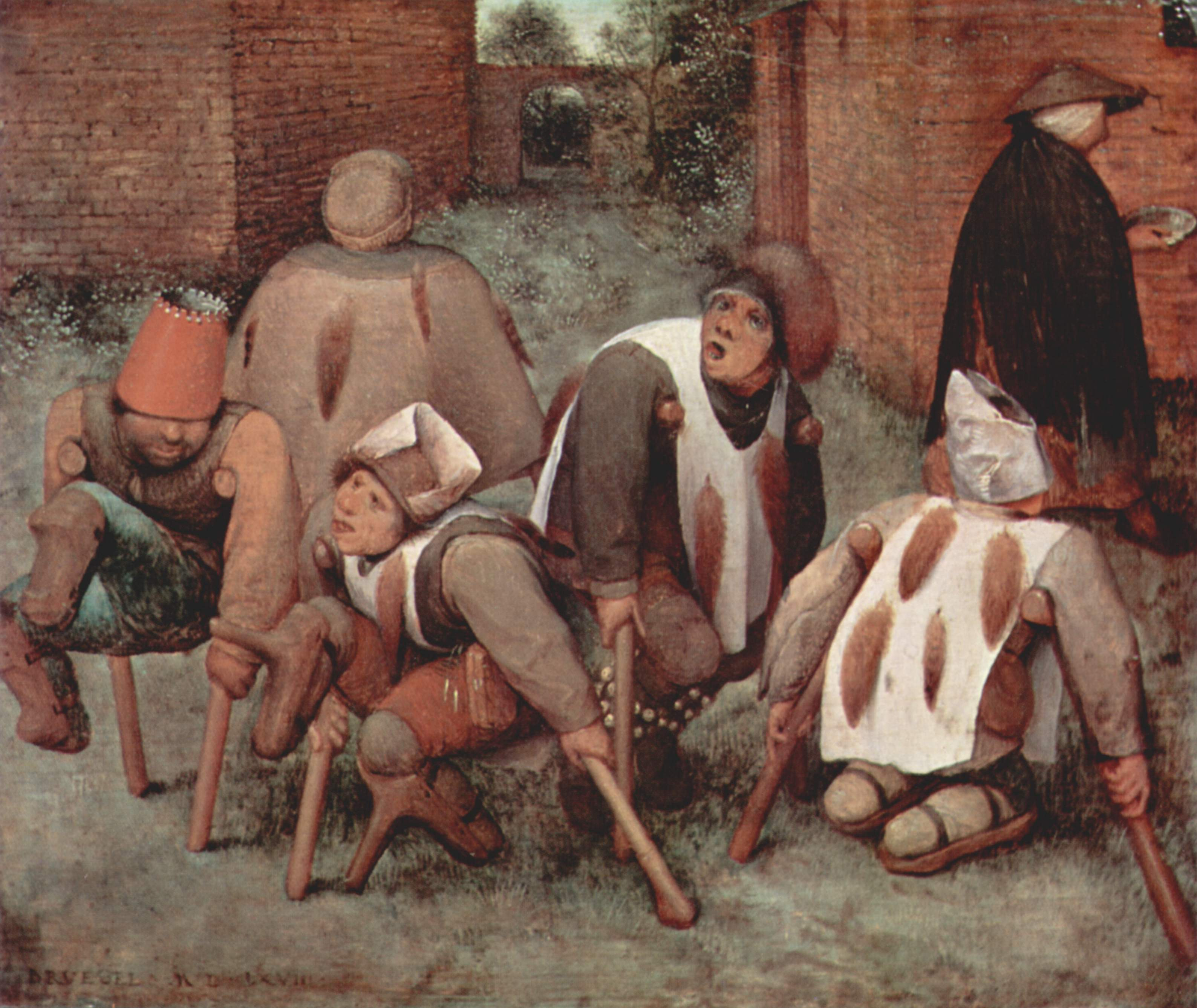
Les Mendiants, 1568.
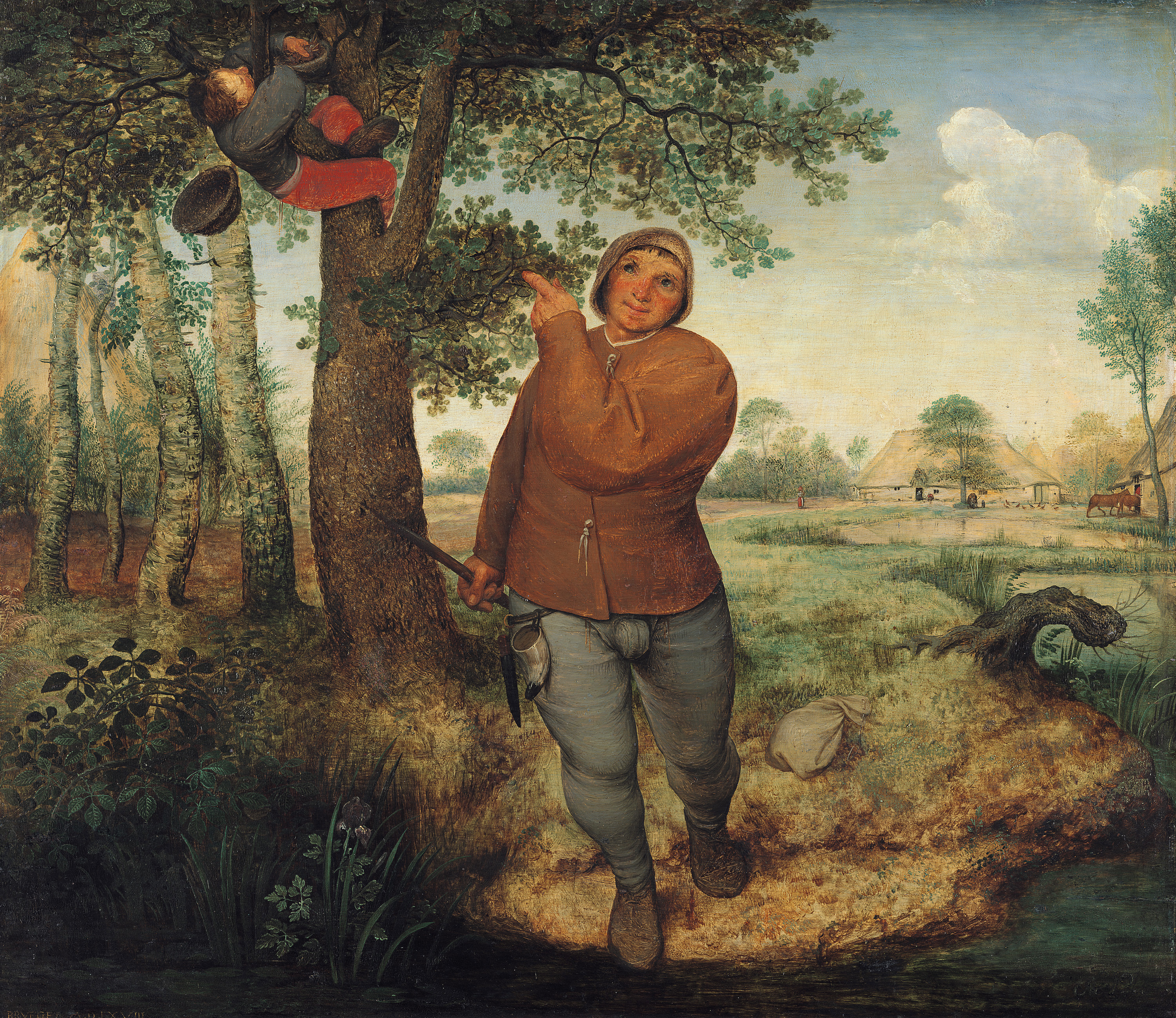
Le Paysan et le voleur de nid, 1568.

Le peintre est en rupture avec ses prédécesseurs comme avec le goût italien de ce XVIe siècle. En faisant la jonction entre le Moyen Âge et la Renaissance, il dépasse l'art des Primitifs flamands et s'affranchit de celui des Italiens ; l'unité de ses compositions, son talent narratif et son intérêt pour les « genres mineurs » en font un artiste inclassable dans l'histoire de l'art.
Certains historiens se sont attachés à établir un lien entre Jérôme Bosch et Bruegel, unis par une tradition figurative. Bosch représente la fin du Moyen Âge, il est le dernier « primitif » et Bruegel commence un nouveau siècle, une ère moderne qui s'ouvre à la découverte de l'homme et du monde.
Cependant, l'œuvre de Bosch veut inspirer une terreur dévote, totalement absente de celle de Bruegel. Pour l'un, le monde n'est qu'un « rêve de Dieu » ou une tromperie du Diable ; la Nature est une tentation nuisible. Pour l'autre, l'action humaine prend au contraire toute sa valeur : joies ou défis au destin, l'homme doit tenter l'aventure malgré les menaces.
Contrairement aux peintres de la Renaissance, Bruegel n'a pas représenté de nu et ne s'est que fort peu intéressé au portrait. Ses personnages ronds sont très éloignés de la glorification des corps bien proportionnés. Dans ses tableaux dominés par la vie populaire, le peintre montre des paysans tels qu'ils sont dans leurs activités et divertissements. Pour la première fois dans l'histoire de la peinture, la classe rurale est humanisée dans une vision objective. Les têtes s'alignent et l'on sent l'artiste sensible aux émotions et aux faiblesses.
La fin du Concile de Trente signe un moment de transitions et de transformations importantes pour le monde catholique : les textes sacrés sont traduits en langue vulgaire et chacun peut les comprendre. Un tel changement aura des conséquences diverses, et en Hollande cela poussera les peintres à représenter les scènes religieuses avec la même simplicité et accessibilité avec lesquelles les textes peuvent désormais être lus. C'est pourquoi Bruegel crée des peintures dont la simplicité du dessin des personnages (par exemple dans son tableau Le dénombrement de Bethléem) met en avant la fonction explicative et expressive de la toile au détriment de l'habilité de dessinateur du peintre (que nous lui connaissons à son autoportrait putatif). Dans sa recherche entre rêve et réalité, il fait du monde paysan sa principale source d'inspiration : sa peinture lui vient du monde de la vie quotidienne, du travail, de la folie, de la sagesse populaire et de ses proverbes.
Même les scènes bibliques de Bruegel se situent pour la plupart dans un village et la description de la place publique qui fourmille de monde prend plus de place que le thème (voir le Dénombrement de Bethléem). Au XVIe siècle, en effet, la rue et la place étaient des lieux de rendez-vous et de divertissements : jeux d'hiver, carnaval, procession et kermesse, danses ou rites campagnards, tout était prétexte aux réjouissances et le peintre a su raconter ces rassemblements que Philippe II, d'ailleurs, voudra interdire.
Dans la série Les Mois qui montre l’union profonde des êtres vivants soumis aux cycles naturels, s'exprime la conception stoïcienne selon laquelle le monde est une construction bien ordonnée dans laquelle l'homme occupe une place précise et accepte son destin. En revanche, dans d'autres toiles, Bruegel semble craindre l'orgueil et la rébellion de l'homme contre l'ordre de la création (c'est Nemrod et sa folle entreprise, Icare et son rêve ou encore la punition des Anges rebelles). La joie peut cohabiter avec le danger si l'homme se soumet à la fatalité et s'intègre dans la symphonie des éléments naturels.
Cette idée de la nature l'a fait s'intéresser à l'alchimie. D'où L'Alchimiste (1558 ?).
Sont répertoriés aujourd'hui une cinquantaine de tableaux comme étant de sa main, dont douze se trouvent au Kunsthistorisches Museum de Vienne. Un grand nombre d'œuvres ont été perdues, et certains tableaux jadis attribués à Bruegel l'Ancien se sont avérés être des copies plus tardives réalisées par ses fils ou par d'autres artistes.

### Les dessins

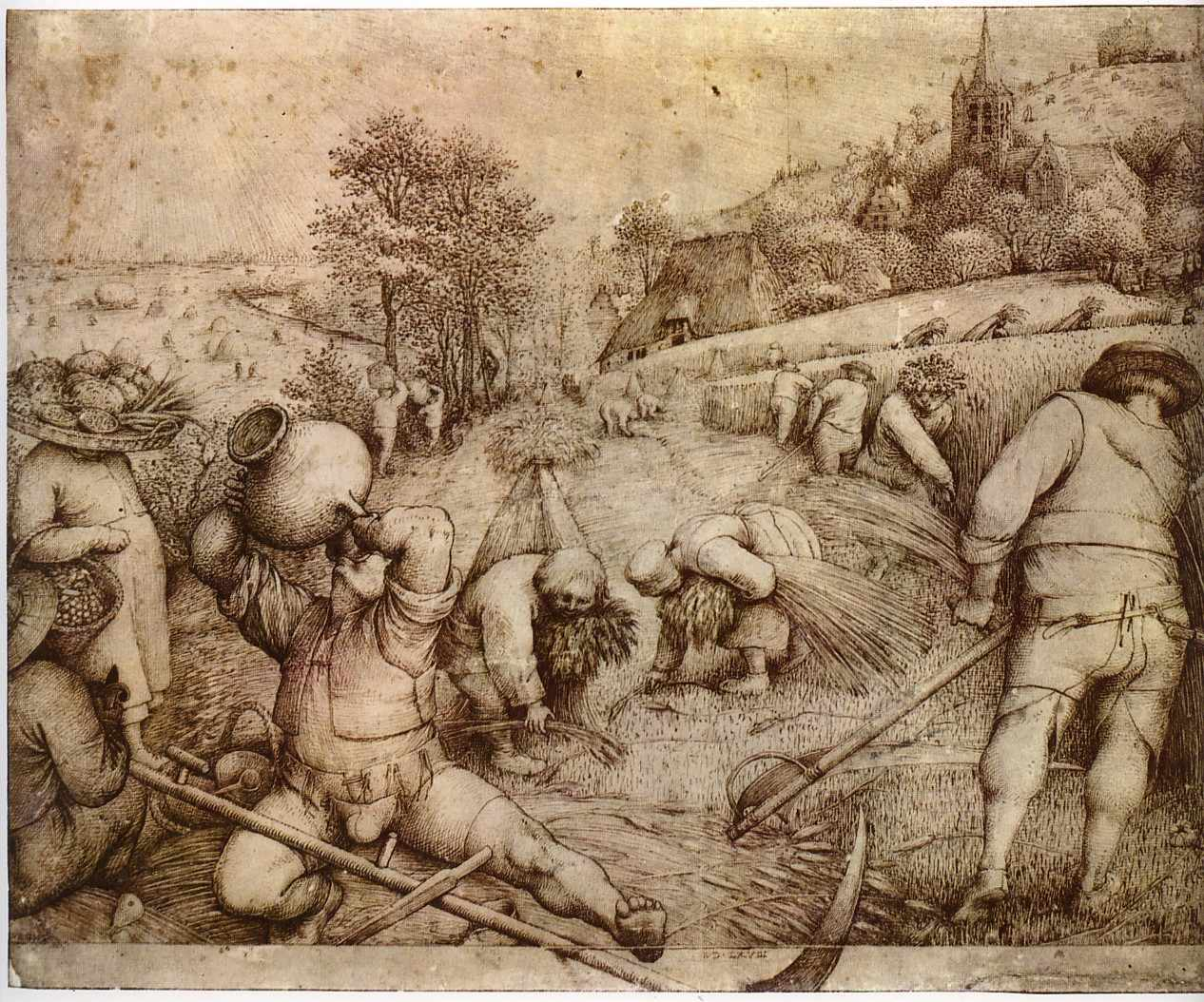
L'Été, 1568, Hambourg.

À l'aube du XXIe siècle, il subsiste peu de dessins de la main de Bruegel l'Ancien, beaucoup ayant été réattribués à d'autres artistes, principalement par l'étude des filigranes et des monogrammes du papier, qui vont démontrer la postériorité des dessins.
À Roelandt Savery (1576 - 1639) ont été attribués les célèbres dessins Naer't leven – sur le vif – et plusieurs Grands Paysages semblent bien être de la main de son frère aîné Jacob Savery (vers 1565 - 1603). Des artistes encore anonymes appelés « le Maître des paysages de montagne » – qui pourrait être Roelandt Savery ou Jacob Savery –, « le Maître des petits paysages » – qui pourrait être Joos van Liere ou encore Cornelis Cort –, mais aussi Jérôme Bosch, Pieter Balten, la famille Coecke, les propres fils de Brueghel – Pieter et Jan – ou encore son entourage, se partagent la paternité d'autres compositions, paysages, personnages et scènes champêtres. Il semble aussi que le grand succès des compositions de Bruegel l'Ancien ait attiré les faussaires.
Le dernier catalogue raisonné des dessins de Pieter Bruegel l'Ancien décrit 61 dessins autographes et six connus par une copie. Sur ces 67 items, trente-cinq sont achevés dans le but d'être gravés. Quatre-vingt-quatre gravures ont été publiées, sans compter celles d'après peinture ou posthume. Il manque donc au moins quarante-neuf dessins.

### Les gravures

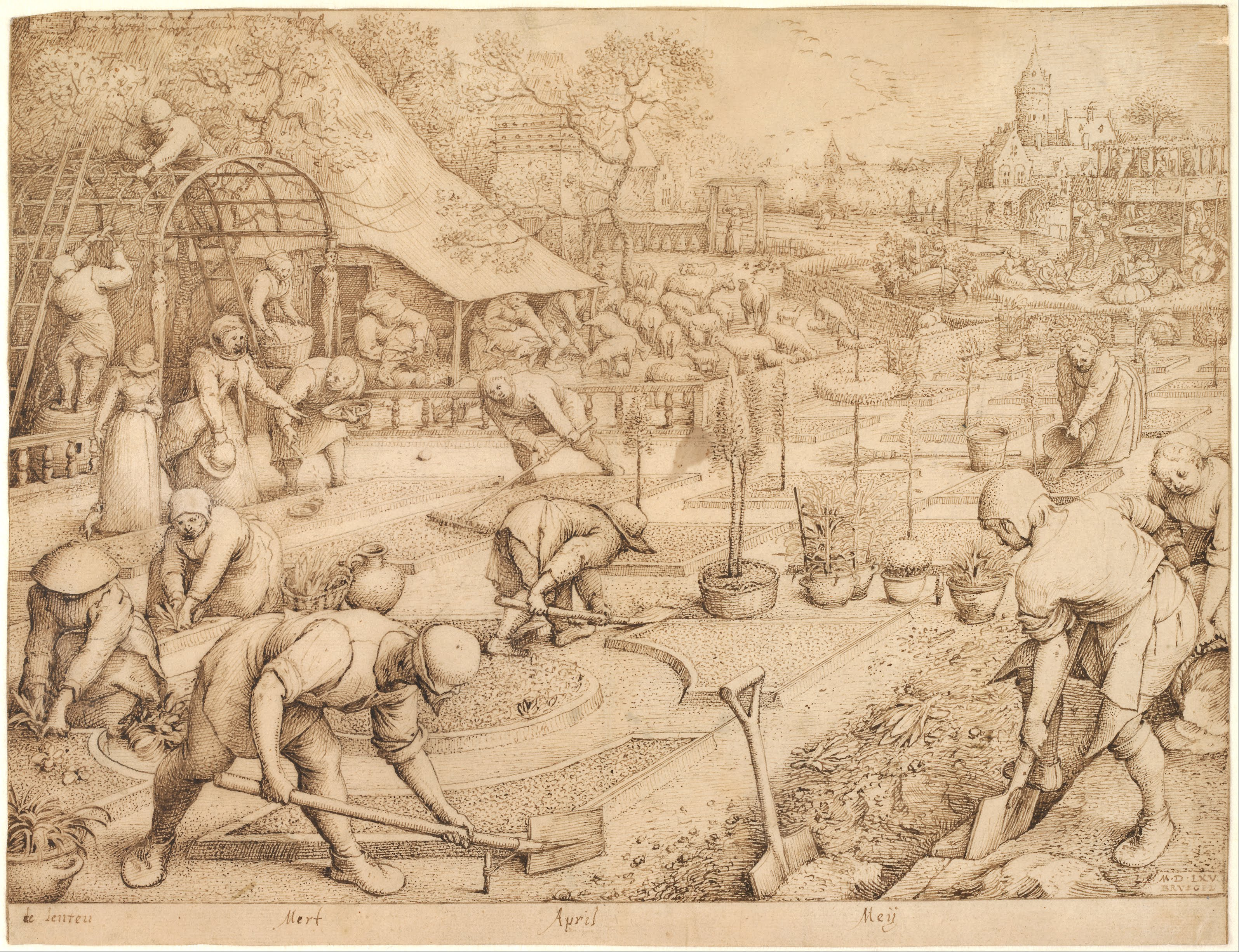
Le Printemps, 1565.

L'œuvre gravé de Brueghel l'Ancien approche la centaine selon le spécialiste Louis Lebeer.
Dès 1556, on trouve le nom de Brueghel associé à celui de l'éditeur Jérôme Cock à l'enseigne Aux quatre vents. Il dessine des planches satiriques comme Les gros poissons mangent les petits. L'année suivante sort la série des Sept Péchés capitaux, suivie en 1558 des Sept Vertus.
La Chasse au lapin sauvage – réalisé en 1560 – est la seule gravure que Brueghel l'Ancien va exécuter lui-même, et qui sera publiée par Jérôme Cock. Le dessin original est connu. Longtemps considéré comme une copie, il a été récemment réattribué au maître. Il pourrait illustrer le vieux proverbe « courir deux lièvres à la fois ». Par les effets de lumière et l'atmosphère, il préfigure déjà les deux grands tableaux Chasseurs dans la neige et Le Retour de la harde où le caractère diurne et saisonnier joue un grand rôle.
Brueghel est également l’inventor d'un grand nombre de gravures exécutées par d'autres artistes et publiées chez Jérôme Cock : La Cuisine maigre et la Cuisine grasse, gravée par Pieter van Der Heyden en 1563. Comme celles de Jérôme Bosch, ses œuvres continueront à être gravées après sa mort.
- Suite de Douze grands paysages (1555-1556)
- Suite de Douze proverbes flamands (vers 1568), d'après Pieter Bruegel, gravés par Johannes Wierix
- La suite des Vaisseaux de mer, Frans Huys (Anvers, 1522 - 1562) vers 1561-1562[33].
- Le Printemps et L'Été par Pieter van Der Heyden (Anvers , 1570 (les dessins préliminaires des deux autres saisons sont dus à Hans Bol).

## Fortune critique

### Carel van Mander

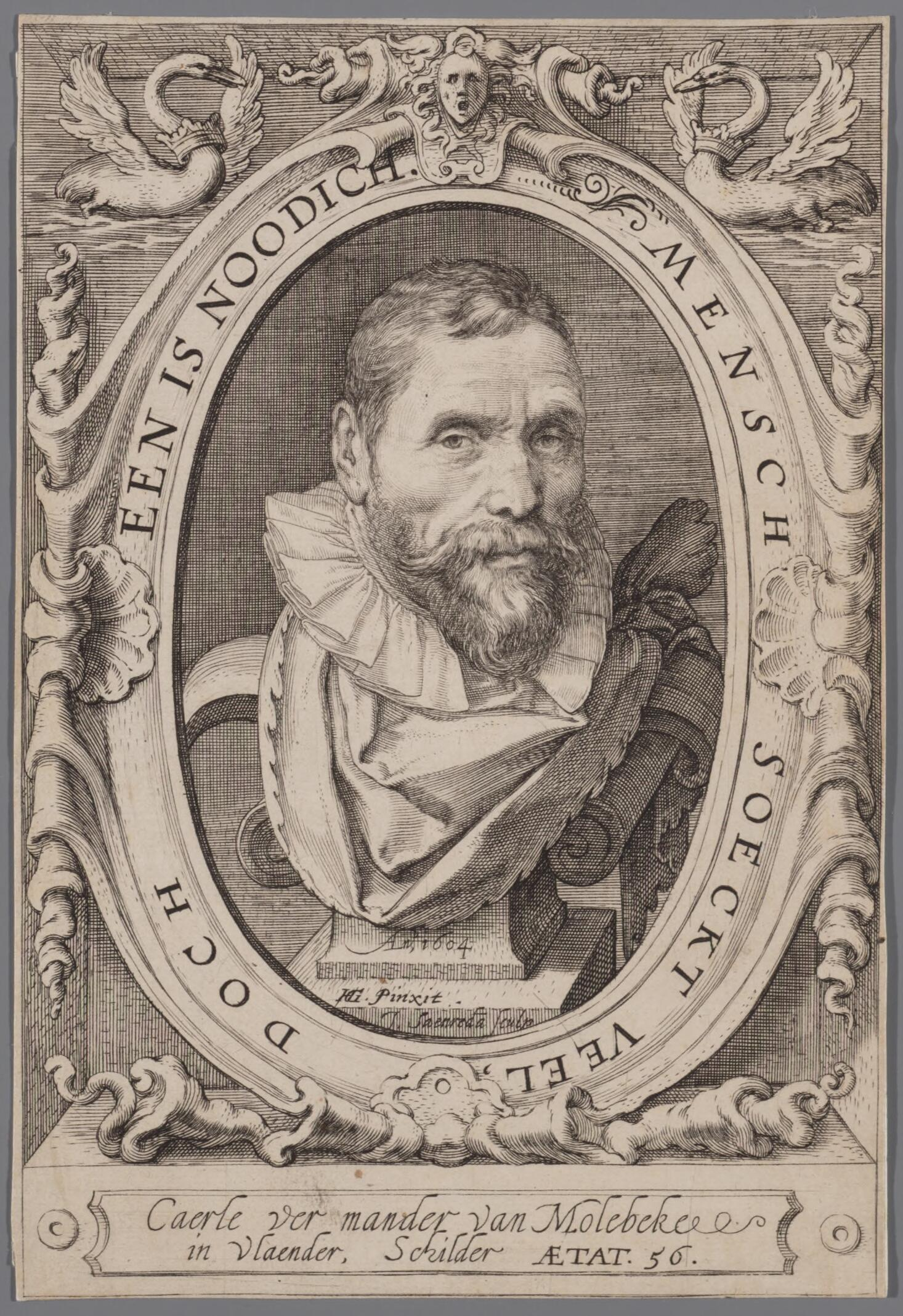
Portrait de Carel van Mander à l'âge de 56 ans, (1604).

Toutes les recherches relatives à la vie, aux activités, à la personnalité, à l'esprit et à l'œuvre de Pierre Brueghel l'Ancien, tendent à compléter, à préciser sinon à corriger ce que, le premier, Carel Van Mander relata à leur sujet dans son Livre des Peintres (Het Schilder-Boeck) dont la première édition, publiée à Harlem, date de 1604. C'est sous l'en-tête « Pierre Bruegel, de Bruegel », qu'il écrit ce qui suit :

« La nature fit un choix singulièrement heureux le jour où elle alla prendre, parmi les paysans d'un obscur village brabançon, l'humoristique Pierre Breughel pour en faire le peintre des campagnards.
Né dans les environs de Bréda, au village dont il prit le nom pour le transmettre à ses descendants, Pierre Breughel fut d'abord l'élève de Pierre Coeck dont il épousa plus tard la fille qu'il avait portée dans ses bras quand elle était enfant.
Il passa ensuite chez Jérôme Cock, puis alla en France et en Italie. Les œuvres de Jérôme Bosch avaient fait l'objet spécial de ses études et, à son tour, il fit beaucoup de diableries et de sujets comiques, si bien qu'on le surnomme Pierre le Drôle. En effet, il est peu d'œuvres de sa main qu'on puisse regarder sans rire et le spectateur le plus morose se déride à leur aspect. Breughel, au cours de ses voyages, fit un nombre considérable de vues d'après nature, au point que l'on a pu dire de lui qu'en traversant les Alpes il avait avalé les monts et les rocs pour les vomir, à son retour, sur des toiles et des panneaux, tant il parvenait à rendre la nature avec fidélité. Il se fixa à Anvers et entra dans la guilde en 1551. Un marchand, du nom de Hans Franckert, lui commanda de nombreux tableaux. C'était un excellent homme qui était fort attaché au peintre. À eux deux, Franckert et Breughel prenaient plaisir à aller aux kermesses et aux noces villageoises, déguisés en paysans, offrant des cadeaux comme les autres convives et se disant de la famille de l'un des conjoints.
Le bonheur de Breughel était d'étudier ces mœurs rustiques, ces ripailles, ces danses, ces amours champêtres qu'il excellait à traduire par son pinceau, tantôt à l'huile tantôt à la détrempe, car l'un et l'autre genre lui étaient familiers. C'était merveille de voir comme il s'entendait à accoutrer ses paysans à la mode campinoise ou autrement, à rendre leur attitude, leur démarche, leur façon de danser. Il était d'une précision extraordinaire dans ses compositions et se servait de la plume avec beaucoup d'adresse pour tracer de petites vues d'après nature. »

### Abraham Ortelius

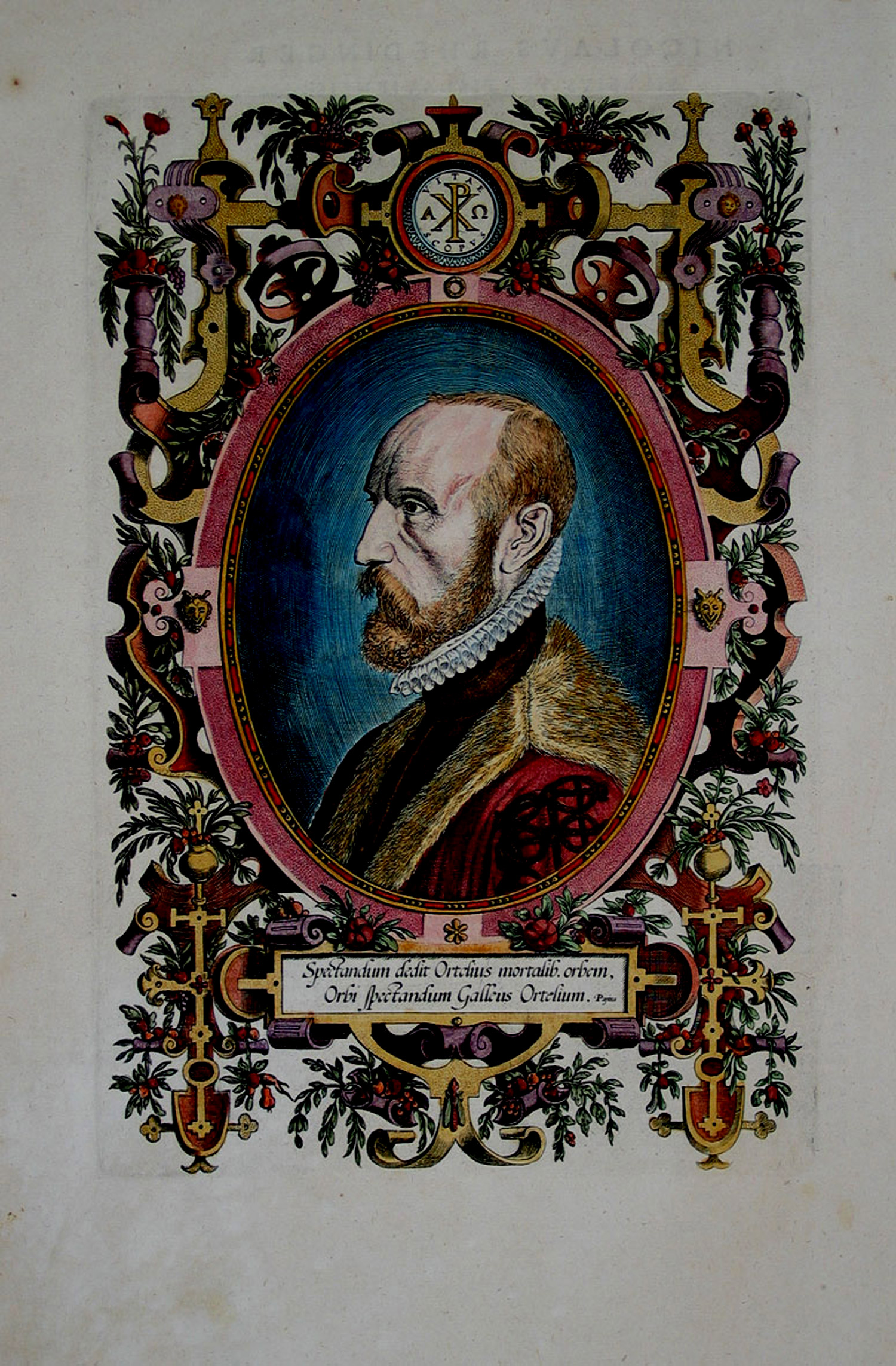
Abraham Ortelius.

Les témoignages des contemporains, notamment dans le milieu de l'art et de l'édition anversois, montrent que Brueghel avait de nombreux amis et admirateurs. Le cartographe flamand Abraham Ortelius lui rend hommage dans son Album amicorum :

« Le peintre Eupompos, à qui on demandait qui de ses prédécesseurs il considérait comme son maître, répondit en désignant la foule : « Il faut imiter la nature elle-même, non un artiste ». Phrase qui sied si bien à notre ami Bruegel que je l'appellerai non le peintre des peintres, mais la nature des peintres : j'entends dire par là qu'il mérite d'être imité par tous. Comme le dit Pline à propos d'Apelle, notre Bruegel a peint bien des choses qui ne peuvent être peintes. Dans toutes ses œuvres, il y a toujours plus de pensée que de peinture. Eunapius en dit autant au sujet de Timanthe […] Les peintres qui représentent des êtres gracieux, dans la fleur de l'âge, et veulent ajouter à la peinture un je ne sais quoi d'élégance charmante qu'ils tirent d'eux-mêmes, dénaturent tout à fait l'image représentée et en s'éloignant du modèle choisi, ils s'éloignent aussi de la beauté vraie. Notre Bruegel est pur de cette tache. »

### Francesco Guicciardini
Francesco Guicciardini, érudit italien installé à Anvers, le cite dans sa Descrittione de' Paesi Bassi (« Description des Pays-Bas»), parue chez Christophe Plantin en 1567 :  

« Pierre Bruegel de Breda, grand imitateur de la science et de la fantaisie de Jérôme Bosch, ce qui lui a valu aussi le surnom de Second Jérôme Bosch. »

Brueghel a acquis une notoriété suffisante pour être mentionné par Giorgio Vasari qui lui consacre cette mention dans ses Vite :

« Ils célèbrent aussi comme bon peintre. [...] Pierre Breughel d'Anvers, maître excellent. »

### Dominique Lampson

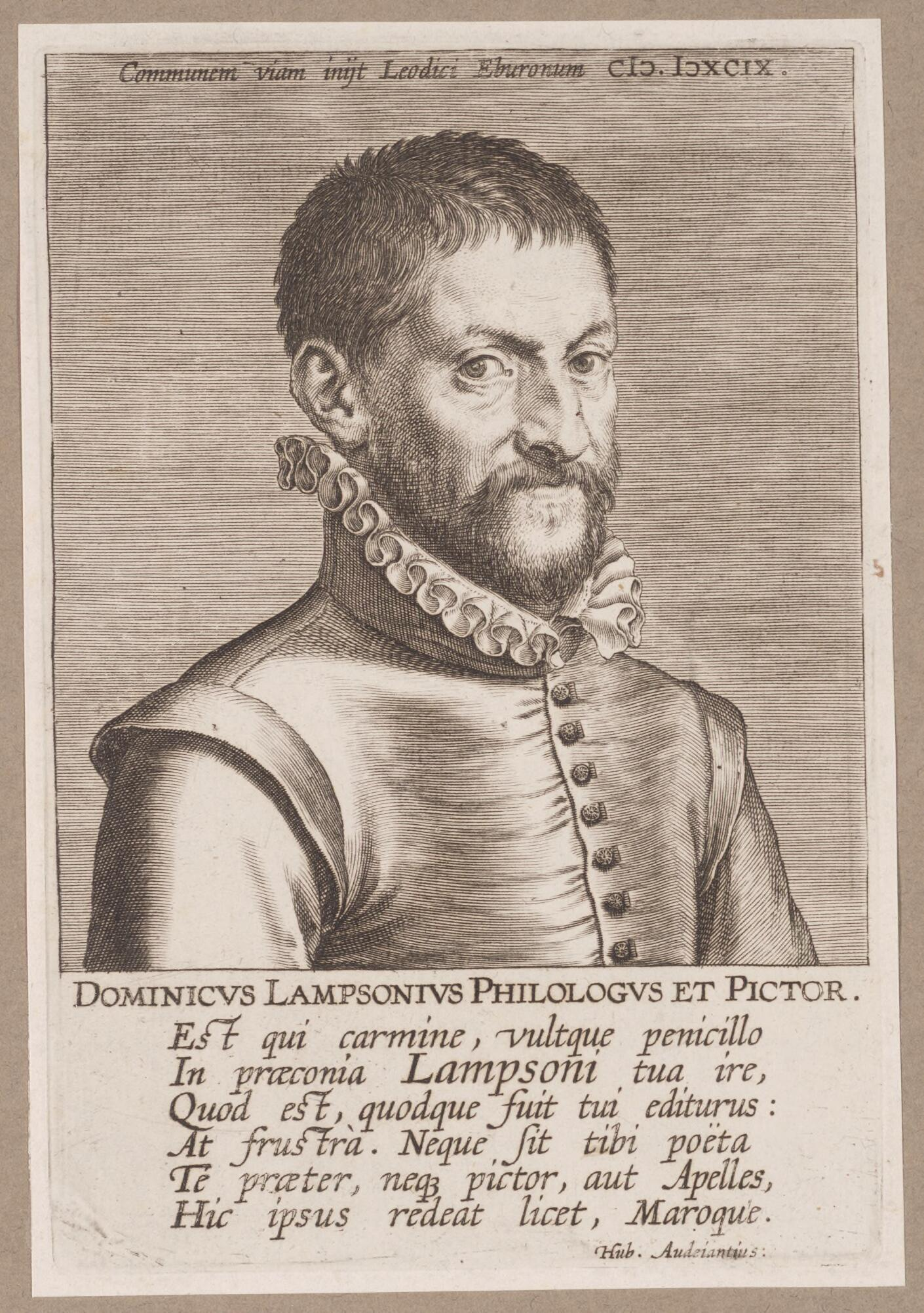
Portrait gravé de Lampsonius par ? vers 1585.

Dominique Lampson — également connu sous le nom de Lampsonius — qui travaille pour le même éditeur que Brueghel, Jérôme Cock, et connaît les écrits de Guiccardini, en fait ce panégyrique et adresse à Pierre Breughel les vers suivants :
« Est-ce un autre Jérôme Bos,

Qui nous retrace les vives conceptions de son maître,

Qui, d'un pinceau adroit, fidèlement nous rend son style,

Et même, en le faisant, encore le surpasse ?

Tu t'élèves, Pierre, lorsque par ton art fécond,

À la manière de ton vieux maître tu traces les choses plaisantes.

Bien faites pour faire rire ; avec lui tu mérites

D'être loué à l'égal des plus grands artistes. »

### Dirck Volkertszoon Coornhert
Le témoignage de Dirck Volkertszoon Coornhert, graveur lui-même, montre l'estime dans laquelle le peintre était tenu par ses collègues. Coornhert décrit ici son plaisir devant La Mort de la Vierge dans une lettre à Ortelius datée du 15 juillet 1578 :

« Cher Ortelius, votre précieux cadeau m'est bien parvenu et je ne sais comment vous exprimer ma gratitude. J'en ai hautement apprécié la finesse du dessin et la qualité de la gravure. Bruegel et Philippe (Galle) se sont surpassés. Je considère même qu'ils n'ont jamais été meilleurs. La bonté de leur ami Abraham Ortelius permet de mieux faire connaître leur talent, de sorte que les passionnés d'art des temps à venir pourront s'en délecter.
Je crois bien n'avoir jamais vu plus belle représentation dessinée ou gravée que cette triste chambre. Que dis-je? Il me semble véritablement entendre les paroles d'affliction, les sanglots, les larmes et l'expression du malheur. Les plaintes et les gémissements deviennent ici réalité ; dans cette œuvre, nul ne peut pas s'empêcher de participer avec ferveur à la tristesse de l'événement. Il s'agit d'une chambre mortuaire, et pourtant tout paraît vivant, tant l'authenticité est grande. »

### Giovanni Paolo Lomazzo
Le peintre Giovanni Paolo Lomazzo, considéré comme un des pionniers de l'histoire de l'art, cite Brueghel avec admiration :

« Des flamands, j'ai vu certains tableaux à l'huile faits récemment […] et ils sont admirables : et les peintres qui les ont exécutés, Gill Mostraert, Pier Breughel ne méritent pas peu d'éloges… »

### Michel de Ghelderode
L'auteur bruxellois du XXe siècle Michel de Ghelderode a éprouvé durant sa vie une grande admiration des tableaux de Brueghel, qu'il cite d'ailleurs souvent dans ses œuvres, comme Les Aveugles, inspirée par le tableau La Parabole des Aveugles.
Dans la pièce La Balade du Grand Macabre, pièce dont l'atmosphère et les personnages ne sont pas sans rappeler Le Combat de Carnaval et Carême et Le Triomphe de la Mort. Le pays où se déroule l'histoire est lui-même nommé « Brueghellande », référence directe à l'artiste.

### Autres
Le nom du peintre figure ensuite dans diverses anthologies de la peinture :
P. A. Orlandi, Abecedario pittorico, 1719 :

« [..] Il ne peignit que des choses burlesques et ridicules, non pas tant par la couleur et le dessin qui étaient nobles et dignes d'un maître, que par la matière et l'invention. »

J.-B. Descamps, La Vie des peintres flamands, 1753 :

« … Brueghel faisait des esquisses pendant les fêtes et les noces paysannes, qu'il peignait admirablement à l'huile et à la détrempe. Né pour ce genre de thèmes, il eut été le premier dans son art, sans Téniers. Ses compositions sont très bien imaginées; le dessin est correct, les costumes de bonne qualité, les têtes, les mains sont saisies dans leur valeur spirituelle. »

Josuah Reynolds, Journey to Flanders and Holland, 1797 :

« Ce peintre ignorait tout à fait n'importe quelle forme de technique de la peinture ; mais dans ce tableau [le Massacre des Innocents, que Reynolds ne connaissait que par une copie], il y a beaucoup d'idées, une représentation vive et variée du désespoir: autant qu'il en faut pour vingt modernes. Sous cet aspect, l'auteur […] se distingue des versificateurs d'aujourd'hui qui ne portant en eux aucune pensée d'un poids quelconque, tombent facilement dans le faux galop de vers ridiculisé par Shakespeare dans As You Like it. »

## L'entourage, les suiveurs et les copistes

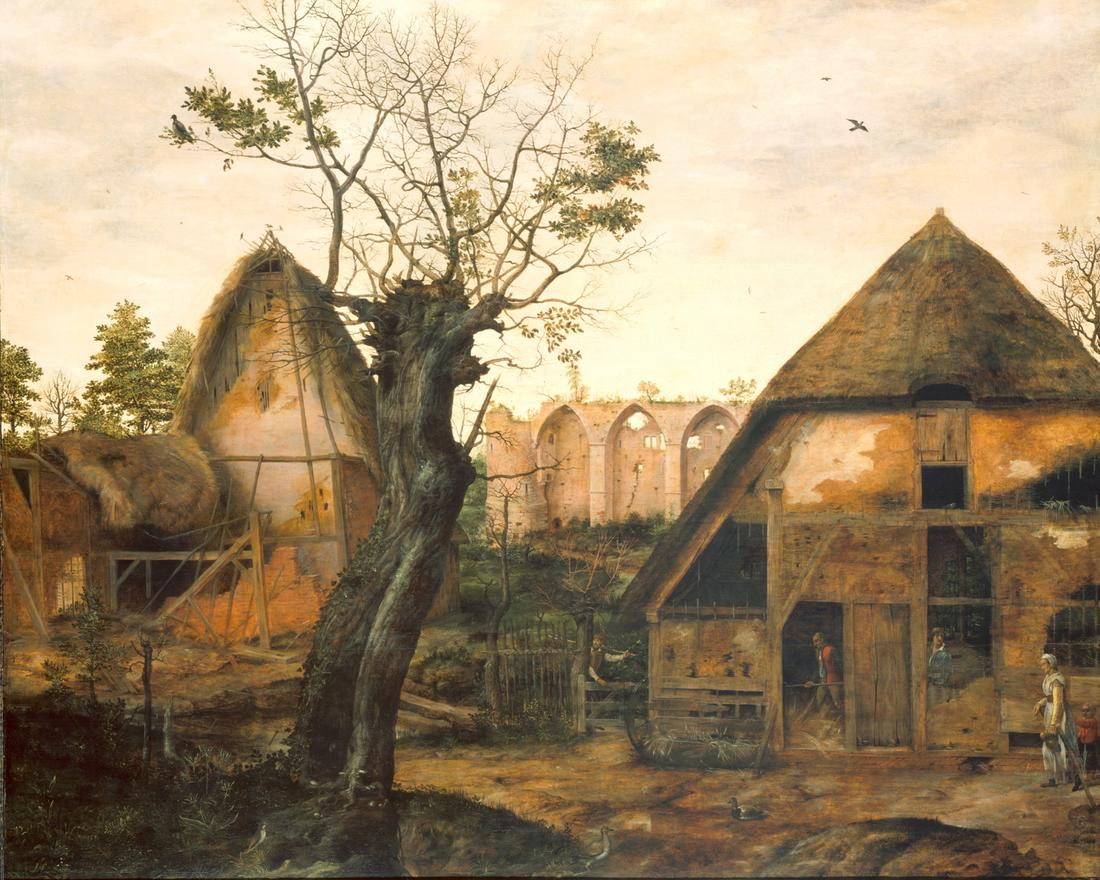
Cornelis van Dalem, Paysage avec une métairie, 1564. Munich, Alte Pinakothek.

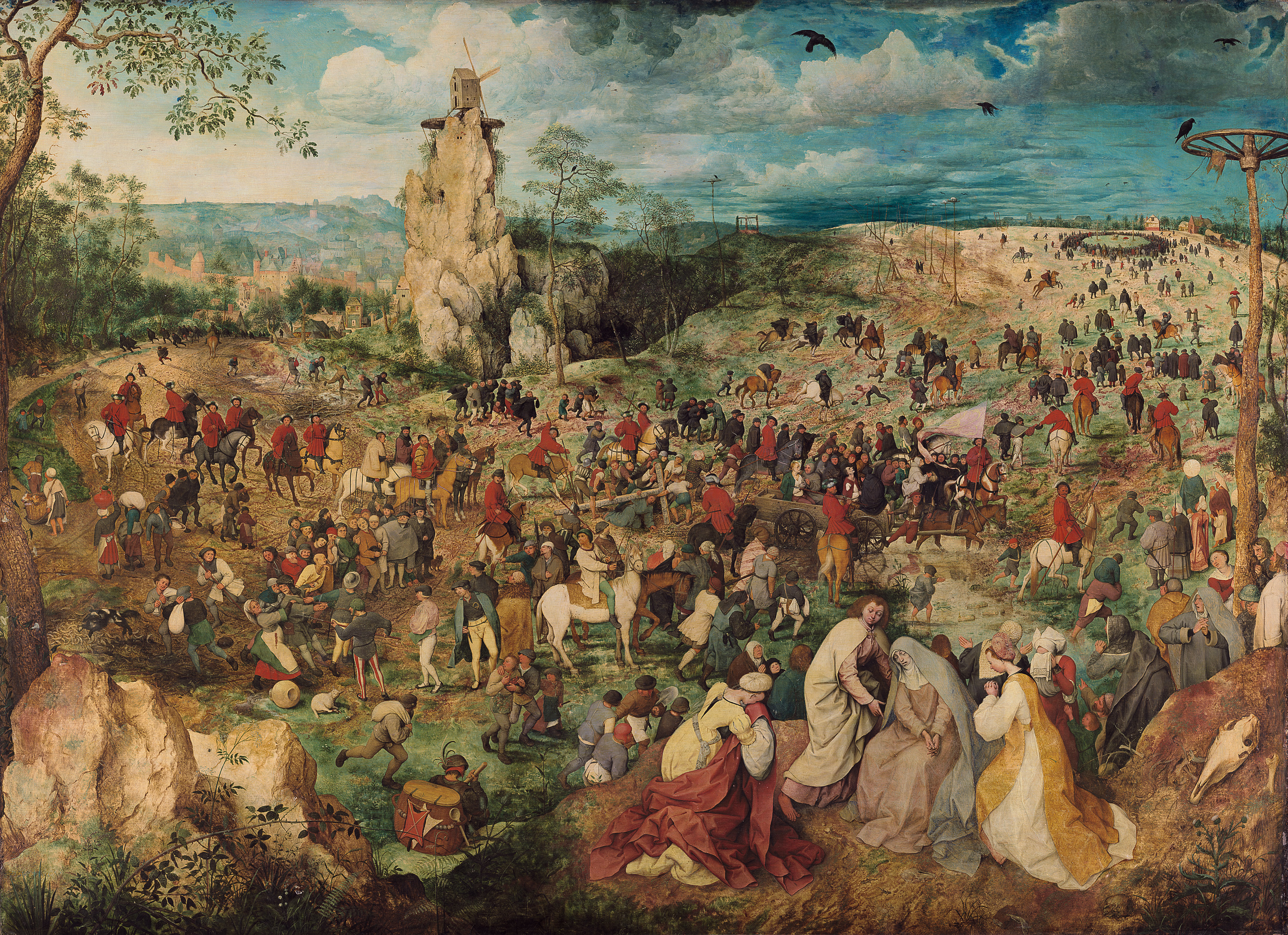
Le Portement de Croix.

L'engouement pour Brueghel l'Ancien culmine aux alentours de 1600. En 1594, lorsqu'il fait sa joyeuse entrée à Anvers, l'archiduc Ernest d'Autriche se voit offrir une série de tableaux du maître représentant les mois de l'année, un cadeau de prestige assurément. En 1609, son fils Jan Brueghel l'Ancien écrit au cardinal Federico Borromeo, archevêque de Milan et créateur de la Bibliothèque Ambrosienne, qu'il n'est pas en mesure de lui procurer des tableaux de son père, à l'exception de celui qu'il possède lui-même, le Christ et la Femme adultère. Cette situation résulte, explique-t-il de ce que l'empereur a offert les prix les plus élevés pour acquérir toutes les œuvres de Brueghel.
Un tel contexte est favorable à la prolifération des copies, pastiches et contrefaçons. Et en effet, c'est alors que voient le jour de nombreux dessins à la plume, qu'un « Maître des petits paysages » a manifestement réalisés dans le style de Brueghel. Il en est ainsi d'un groupe de 25 dessins, portant la signature de Bruegel et daté de 1559-1562. On sait aujourd'hui qu'ils ont été exécutés à la fin du XVIe siècle, probablement par Jacob Savery ou encore Cornelis Cort, et peut-être dans un but frauduleux. La même hypothèse doit être envisagée pour les célèbres Paysages de montagne, ou Vues des Alpes, longtemps considérés comme des chefs-d'œuvre de Bruegel. En réalité la plupart de ces dessins ont été exécutés à la fin du XVIe siècle.
- Joos van Liere, corpus des dessins naert'leven longtemps attribués à Bruegel l'Ancien
- Maître des petits paysages, corpus de dessins longtemps attribués à Bruegel l'Ancien
- Roelandt Savery, probablement le « Maitre des paysages de montagne », longtemps attribué à Bruegel l'Ancien
- Jacob Savery, son fils, probablement le « Maître des petits paysages »
- Cornelis Cort,
- Corneille Metsys,
- Joos de Momper, à qui on a réattribué La Tempête
- Cornelis van Dalem, paysagiste « breuguélien »
  - Jan Van Wechelen, réalise les personnages des paysages de Cornelis van Dalem
- Pieter Balten, paysagiste contemporain de Brueghel

## Postérité

### Dans les arts
- Pieter Brueghel fait l'objet d'un film, sorti le 28 décembre 2011 en France et qui est réalisé par Lech Majewski : Bruegel, le Moulin et la Croix (The Mill and the Cross). Le scénario a été coécrit avec l'historien d'art Michael Gibson (en) d'après son livre[45],[46]. Dans le film, le spectateur est amené à suivre le parcours des personnages du tableau intitulé Le Portement de Croix[45],[46].
- Jacques Brel le mentionne dans la chanson La Bière.
- Pieter Brueghel et son tableau Les Mendiants sont au centre d'un roman illustré, Cendres des hommes et des bulletins, réalisé en collaboration par Sergio Aquindo et Pierre Senges, publié par Le Tripode en 2016[47].
- Les romans de Jean-Yves Laurichesse Les Chasseurs dans la neige (Ateliers Henry Dougier, 2018) et Les Noces rouges selon Bruegel (id., coll. "Le roman d'un chef-d'œuvre", 2022) imaginent la genèse de deux célèbres tableaux de Bruegel l'Ancien.

### Astronomie
- (9664) Brueghel a été nommé en son hommage.